# Franc CFA Tây Phi

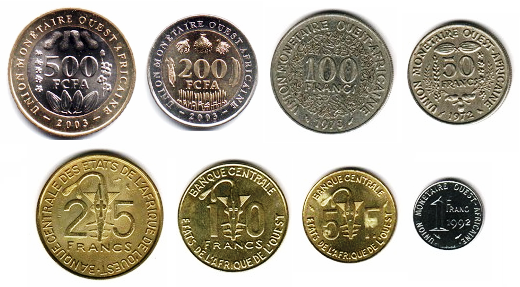
Một số đồng CFA franc Tây Phi bằng kim loại.

Các quốc gia sử dụng CFA franc Tây Phi

CFA franc Tây Phi (mã ISO 4217: XOF) là đơn vị tiền tệ chung của 8 nước Tây Phi sử dụng tiếng Pháp trong Liên minh Kinh tế và Tiền tệ Tây Phi gồm Bénin, Burkina Faso, Côte d'Ivoire, Guinea-Bissau, Mali, Niger, Sénégal và Togo. Đơn vị tiền tệ này do Ngân hàng Trung ương các Quốc gia Tây Phi phát hành. Hiện nay, CFA franc Tây Phi được neo vào Euro theo tỷ lệ 655.957 franc = 1 Euro. CFA franc Tây Phi có các loại mệnh giá sau:
- 5, 10, 25, 50, 100, 200, 500 franc (tiền kim loại)
- 1000, 2000, 5000, 10.000 franc (tiền giấy)

Trên danh nghĩa, 1 franc bằng 100 centime, tuy nhiên không có mệnh giá centime trong thực tế.
Việc neo đồng franc CFA vào đồng euro được một số người coi là sự đảm bảo cho sự ổn định, trong khi những người khác lại coi đó là chế độ nô lệ tự nguyện.